# NHLH2
NHLH2 (англ. Nescient helix-loop-helix 2) – білок, який кодується однойменним геном, розташованим у людей на 1-й хромосомі. Довжина поліпептидного ланцюга білка становить 135 амінокислот, а молекулярна маса — 15 018.
| 10         |  | 20         |  | 30         |  | 40         |  | 50         |
| ---------- |  | ---------- |  | ---------- |  | ---------- |  | ---------- |
| MMLSPDQAAD |  | SDHPSSAHSD |  | PESLGGTDTK |  | VLGSVSDLEP |  | VEEAEGDGKG |
| GSRAALYPHP |  | QQLSREEKRR |  | RRRATAKYRS |  | AHATRERIRV |  | EAFNLAFAEL |
| RKLLPTLPPD |  | KKLSKIEILR |  | LAICYISYLN |  | HVLDV      |  |            |

A: Аланін

C: Цистеїн

D: Аспарагінова кислота

E: Глутамінова кислота

F: Фенілаланін

G: Гліцин

H: Гістидин

I: Ізолейцин

K: Лізин

L: Лейцин

M: Метіонін

N: Аспарагін

P: Пролін

Q: Глутамін

R: Аргінін

S: Серин

T: Треонін

V: Валін

Кодований геном білок за функцією належить до білків розвитку. 
Задіяний у таких біологічних процесах, як транскрипція, регуляція транскрипції, диференціація клітин. 
Білок має сайт для зв'язування з ДНК. 
Локалізований у ядрі.